# Phaonia macroomata
Phaonia macroomata är en tvåvingeart som beskrevs av Xue och Yang 1998. Phaonia macroomata ingår i släktet Phaonia och familjen husflugor. Inga underarter finns listade i Catalogue of Life.